# كونستانتين سافيشيف
كونستانتين سافيشيف (بالروسية: Константин Дмитриевич Савичев)‏ (6 مارس 1994 ببريانسك في روسيا - ) هو لاعب كرة قدم روسي في مركز الوسط. لعب مع أنجي محج قلعة وسبارتاك موسكو ونادي سبارتاك موسكو 2 لكرة القدم ونادي ساتورن رامنسكوي.

## روابط خارجية
- كونستانتين سافيشيف على موقع قاعدة بيانات كرة القدم.إي يو (الإنجليزية)
- كونستانتين سافيشيف على موقع Soccerway.com (الإنجليزية)